# Sedang
Das Königreich Sedang (französisch Royaume des Sedangs; vietn. Vương quốc Sedang; gelegentlich auch Königreich der Sedang genannt) war ein kurzlebiges Staatsgebilde, das am Ende des 19. Jahrhunderts vom französischen Abenteurer Charles-Marie David de Mayréna in einem abgelegenen Teil des heutigen Vietnam gegründet wurde.

## Geschichte
Mayréna, ein ehemaliger französischer Verwaltungsbeamter mit zwielichtiger Vergangenheit, der wegen angeblicher Unterschlagungen seine Heimat verlassen hatte, war 1888 Eigentümer einer Plantage in Französisch-Indochina. Als der König von Siam Ansprüche auf Gebiete in der Nachbarschaft französischer Territorien stellte, überredete Mayréna den besorgten Statthalter der französischen Kolonie, ihn mit der Leitung einer Expedition ins Landesinnere zu betrauen, um mit den lokalen Stammesführern Protektoratsverträge abzuschließen.
Entgegen seinem ursprünglichen Auftrag überzeugte Mayréna nach seiner Ankunft im gebirgigen Hinterland Annams (heute Provinz Kon Tum) die Stammesführer der „Sedang“ (korrekte Schreibweise Xơ đăng), dass sie keine Vasallen des Kaisers von Annam seien, sondern das Recht auf einen eigenen Staat besäßen. Mayréna wurde von den Stammesführern zum König gewählt und errichtete seine Residenz in Kon Gung (auch als Pelei Agna bezeichnet). Am 3. Juni 1888 nahm er den Namen und Titel Marie der Erste, König der Sedang an. Der Staat umfasste das Gebiet der Stämme Bahnar, Rengao und Sedang mit 44 Dörfern.
Nachdem Mayréna einige Monate in Kon Gung residiert hatte, kehrte er nach Saigon zurück. Er bot dem französischen Statthalter an, sein Königreich unter das Protektorat Frankreichs zu stellen, wenn ihm im Gegenzug ein Handelsmonopol eingeräumt würde. Da die französische Regierung ihm keine positive Antwort erteilte, reiste er zunächst nach Hongkong und nahm Verhandlungen mit den Briten auf. Auch dort zeigte man wenig Interesse, so dass er nach Paris reiste, um weiter mit der französischen Regierung zu verhandeln, wobei er darauf hinwies, dass auch das Deutsche Reich an seinem Königreich interessiert sei. Er wurde des Landes verwiesen und wich nach Belgien aus, wo ihm 1889 ein Kapitalgeber mit Namen Somsy Geld und Waffen im Austausch für Bergbaurechte in Sedang zusicherte. Mayrénas Rückkehr nach Sedang wurde von der französischen Marine verhindert, die vietnamesische Häfen blockierte und die seine Waffen als Kontrebande in Singapur beschlagnahmen ließ.
Während seiner Reisen durch Südostasien und Europa verlieh Mayréna dutzendweise Adelstitel, Orden und Auszeichnungen an seine Unterstützer.
Das Königreich Sedang ging mit dem Tod seines Regenten unter. König Marie der Erste, der zum Islam konvertiert und mehrere einheimische Frauen geheiratet hatte, starb unter nicht mehr zu klärenden Umständen (verschiedene Berichte nennen eine Vergiftung, einen Schlangenbiss oder ein Duell als Ursache) am 11. November 1890 auf Tioman vor der malaiischen Halbinsel.

## Briefmarken

Briefmarke von Sedang aus der ersten Auflage von 1888

Mayréna eröffnete am 9. Juli 1888 einen Postdienst in Sedang und entwarf eine aus sieben Werten bestehende Briefmarkenserie, die als Beleg dieser Staatsgründung auch heute noch im Handel erhältlich ist. Diese Serie wurde in zwei Auflagen von unterschiedlichen Platten gedruckt. Die erste Serie entstand 1888 wahrscheinlich noch in Südostasien und ist an einem Bindestrich zwischen der Wert- und der Währungsangabe zu erkennen. Die zweite Serie entstand 1889 in Europa und wurde in großen Mengen über Mittelsmänner in Paris und Ostende an Händler und Sammler verkauft. Briefe, die einen postalischen Gebrauch dieser Marken nachweisen könnten, sind nicht bekannt.